# Shane Warne
Pour les articles homonymes, voir Warne.
Shane Warne, né le 13 septembre 1969 à Ferntree Gully dans l'État de Victoria et mort le 4 mars 2022, est un joueur de cricket international australien. Lanceur spécialiste du leg spin, il est généralement cité comme l'un des meilleurs pratiquants de cette technique de l'histoire. En 2000, un panel d'experts choisis par le Wisden Cricketers' Almanack le désigne comme l'un des cinq meilleurs joueurs du XXe siècle.
Il dispute son premier test-match avec l'équipe d'Australie en 1992 malgré son peu d'expérience du haut-niveau à cette époque. Il prend sa retraite internationale début 2007 après 145 parties disputées à ce niveau. Il possède alors le record du monde du nombre de guichets pris par un lanceur dans cette forme de jeu, 708. Il est d'ailleurs le premier joueur à avoir franchi les barres des 600 et des 700 guichets en test-matchs. En One-day International (ODI), sa carrière avec la sélection nationale s'étale de 1993 à 2003 et il fait partie de l'effectif qui gagne la Coupe du monde 1999. Il est capitaine à onze reprises dans ce format. Sa carrière est interrompue lorsqu'il est contrôlé positif à un diurétique juste avant la Coupe du monde 2003, écopant alors d'une peine d'un an de suspension.
En club, Shane Warne joue avec l'équipe du Victoria en Australie de 1991 à 2006 et, en Angleterre, pour le Hampshire County Cricket Club de 2000 à 2007 et dont il est un temps capitaine. Après sa retraite internationale, il participe aux quatre premières saisons de l'Indian Premier League (IPL), de 2008 à 2011, avec les Rajasthan Royals, dont il est simultanément entraîneur.
Outre sa suspension pour dopage, sa carrière est émaillée de diverses controverses, tandis que sa vie privée est largement couverte par la presse à scandale. Sujet de plusieurs biographies, il est également l'objet d'une comédie musicale humoristique, Shane Warne: The Musical, qui aborde les principaux événements de sa vie publique comme de sa vie privée.

## Biographie

### Jeunesse
Shane Warne naît le 13 septembre 1969 à Ferntree Gully, une banlieue de Melbourne, dans l'état de Victoria. Son père Keith travaille dans les assurances. Sa mère Brigitte est née dans une famille ouest-allemande qui a émigré en Australie lorsqu'elle avait trois ans. Le sport est un élément essentiel de la famille Warne, Keith étant adepte de tennis tandis que Brigitte pratique la course à pied, le tennis et le basket-ball jusqu'à son adolescence. Shane pratique un peu le cricket durant sa jeunesse, mais préfère de loin le football australien et le tennis. Il participe pour la première fois à un match de cricket à l'âge de treize ans, mais son rêve est alors de devenir professionnel de football australien. Il fait partie de l'équipe junior des St Kilda Saints, dont il est supporter, lorsqu'il quitte l'école. Le club se sépare de lui après dix-huit mois. En 1988, il rejoint le St Kilda Cricket Club dans le Victorian Premier Cricket, qui le recrute pour ses qualités de batteur. Il joue pour la quatrième puis pour la troisième équipe du club. Il s'y essaie au lancer.

### Carrière
Shane Warne débute en first-class cricket avec Victoria en février 1991 contre l'Australie-Occidentale.
Malgré des débuts internationaux pour l'Australie assez insignifiants lors des premiers tests qu'il joua, il s'imposa au début des années 90 comme un des meilleurs lanceurs du monde en tant que spin bowler (lançant des balles peu rapides mais avec beaucoup d'effet), alors que le cricket était dominé par les fast bowlers (lanceurs de balles rapides) depuis les années 70. Il maîtrise un grand nombre de sortes de lancers.
La plupart de ses exploits ont eu lieu contre l'Angleterre, dans la série des Ashes. Le premier d'entre eux fut la "balle du siècle" (the Ball of the Century) : en 1993, la première balle qui joua contre l'Angleterre élimina le batteur anglais Mike Gatting grâce à l'effet de surprise provoqué par un effet impressionnant.
Ses performances en ODI furent également très bonnes. Il fut même capitaine de l'équipe d'Australie d'ODI lors de quelques matchs. Cependant il arrêta sa carrière dans cette forme de jeu en 2003.
En 2004, il devient le deuxième lanceur de l'histoire à franchir la barre des 500 wickets pris, puis, en 2005, devient le premier à franchir la barre des 600 wickets. Cette même année, il obtient le record du nombre de wicket en test en une année. Malgré la défaite de son camp lors des Ashes, ses performances sont statistiquement très impressionnantes lors de cette série de matchs.
Grâce à son mental et à son sens tactique, il est un leader de l'équipe d'Australie de test cricket jusqu'à la fin de sa carrière internationale. Celle-ci s'achève après une cinquième victoire en cinq matchs lors des Ashes 2006-07 le 5 janvier 2007. Il s'arrête en même temps que plusieurs autres trentenaires australiens, parmi lesquels Glenn McGrath.

### Twenty20 (depuis 2008)

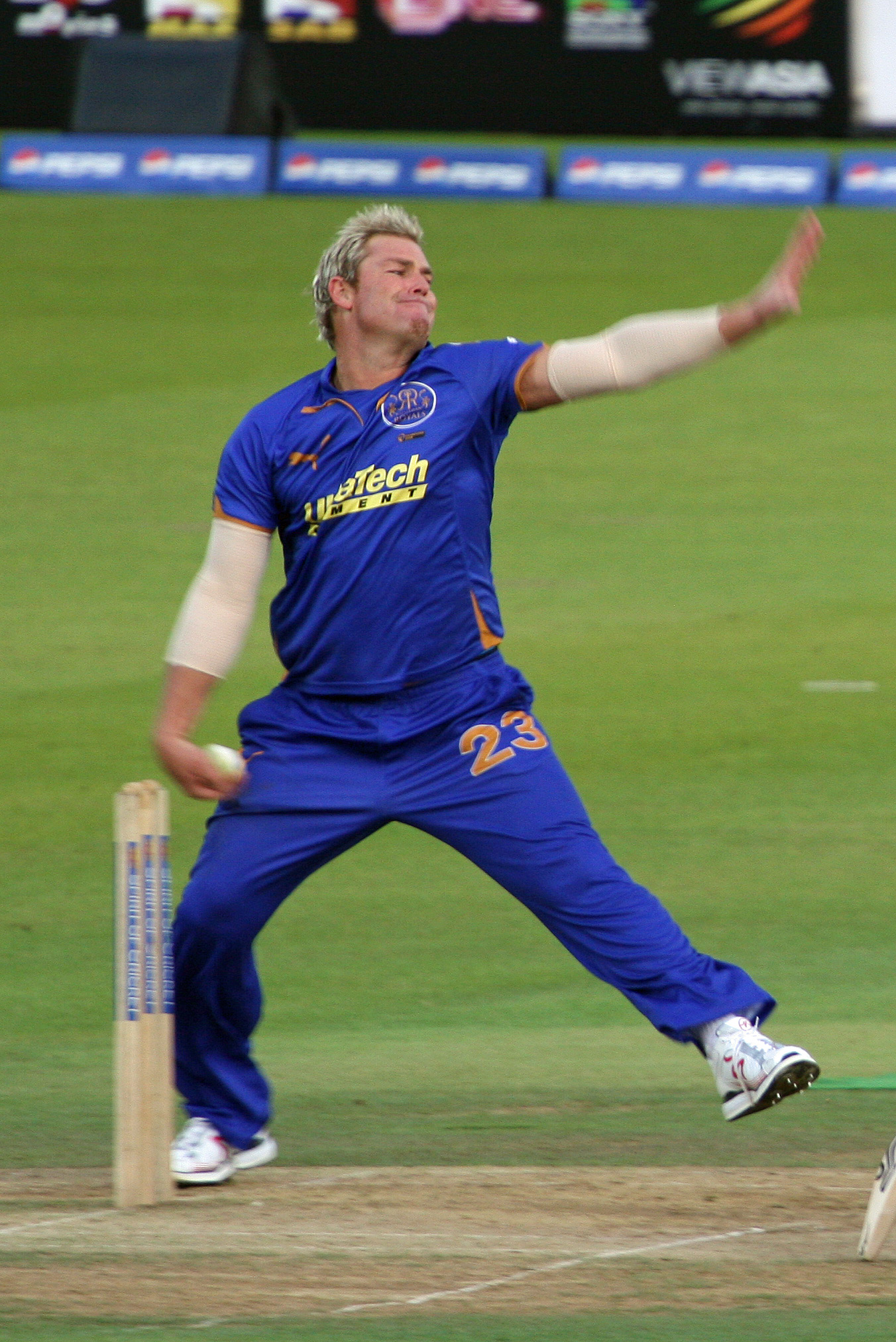
Shane Warne au lancer, sous le maillot des Rajasthan Royals, en 2009.

L'Indian Premier League, une ligue de Twenty20, est lancée en Inde en 2008, et comporte initialement huit franchises. Le 20 février, plusieurs dizaines d'internationaux ou anciens internationaux des principales nations du cricket sont cédés aux « enchères » : l'équipe qui propose le meilleur salaire pour un joueur lui fait signer un contrat de trois saisons. Warne est recruté par la franchise basée à Jaipur, les Rajasthan Royals, pour 450 000 USD par saison. Il a alors le quatrième salaire le plus élevé des Royals. En plus du rôle de capitaine, il hérite du poste d'entraîneur. Avant la première saison de l'IPL, il annonce qu'il ne fera plus partie de l'effectif du Hampshire County Cricket Club, en Angleterre, pour lequel il jouait depuis 2000. Cette édition 2008 se tient du 18 avril au 1er juin. Les Rajasthan Royals sont loin d'en être favoris. En tant que capitaine, Shane Warne s'y montre novateur et ses changements stratégiques sont régulièrement réussis. Les joueurs de Jaipur remportent le trophée en battant les Chennai Super Kings en finale. Warne achève le tournoi avec le deuxième meilleur total de guichets, 19 à la moyenne de 21,26, derrière son coéquipier pakistanais Sohail Tanvir (22).

### Vie personnelle
Il partage la vie avec Elizabeth Hurley de 2011 à 2014.
En 2016 il participe à la deuxième saison de la version australienne de l'émission I'm a Celebrity… Get Me Out of Here!.
Il meurt le 4 mars 2022, à l'âge de 52 ans.

## Bilan sportif

### Principales équipes
| Internationales            | Internationales         | Internationales         | Internationales | Internationales          |
| Équipe                     | Test                    | ODI                     | Twenty20        | Remarque                 |
| -------------------------- | ----------------------- | ----------------------- | --------------- | ------------------------ |
| Australie                  | 1992 - 2007             | 1993 - 2003             |                 |                          |
| ICC World XI               |                         | 2005                    |                 |                          |
| Domestique                 |                         |                         |                 |                          |
| Équipe                     | First-class             | List A                  | Twenty20        | Remarque                 |
| Victoria, Australie        | 1990-91 - 2006-07       | 1992-93 - 2005-06       |                 |                          |
| Hampshire, Angleterre      | 2000 - 2002 2004 - 2007 | 2000 - 2002 2004 - 2007 | 2004 - 2005     | Capitaine de 2004 à 2007 |
| Rajasthan Royals, Inde     |                         |                         | 2008 - 2011     | Capitaine et entraîneur  |
| Melbourne Stars, Australie |                         |                         |                 |                          |

### Statistiques
- Deuxième joueur après Courtney Walsh[14] à atteindre la barre des 500 wickets en Test cricket[15], total atteint le 12 mars 2004 contre le Sri Lanka au cours de son 108e test.
  - Muttiah Muralitharan, Anil Kumble et Glenn McGrath ont réalisé la même performance depuis cette date[16].
- Premier joueur à atteindre la barre des 600 guichets en Test cricket[17], total atteint le 11 août 2005 contre l'Angleterre à Old Trafford au cours de son 126e test[18].
  - Muttiah Muralitharan et Anil Kumble ont réalisé la même performance depuis cette date[16]
- Premier joueur à atteindre la barre des 700 guichets en Test cricket, total atteint le 26 décembre 2006 contre l'Angleterre au Melbourne Cricket Ground au cours de son 144e test[19].
  - Muttiah Muralitharan a réalisé la même performance depuis cette date[16]
- Deuxième joueur après Muttiah Muralitharan à atteindre la barre 1000 wickets au niveau international, Test cricket et One-day International confondus[20].
- Deuxième plus grand nombre de wickets en test-matchs : 708.
- Plus grand nombre de wickets en test-matchs en une année : 96, en 2005.

## Récompenses et honneurs
En 2000, le Wisden Cricketers' Almanack charge cent experts du cricket de voter pour désigner les cinq meilleurs joueurs de cricket du XXe siècle. Avec vingt-sept voix, Shane Warne fait partie des cinq élus, et est ainsi désigné Wisden Cricketer of the Century, avec Sir Donald Bradman (cent voix sur cent possibles), Sir Garfield Sobers (quatre-vingt-dix voix), Sir Jack Hobbs (trente voix) et Sir Vivian Richards (vingt-cinq voix). Il est le seul lanceur parmi les cinq élus.
Warne est désigné Wisden Cricketer of the Year en 1994. La récompense fait suite à la tournée victorieuse de l'équipe d'Australie en Angleterre en 1993, au cours de laquelle il réussit notamment à prendre 34 wickets lors des Ashes, incluant notamment la « Balle du siècle », ce qui représente le meilleur total cette année-là dans cette compétition. Il est désigné Wisden Leading Cricketer in the World de l'année 2004 en 2005, la deuxième année où cette récompense est remise.
En 2005, l'année où il prend quatre-vingt-seize wickets, il est élu personnalité sportive étrangère de l'année par la BBC. Andrew Flintoff est quant à lui sportif de l'année et l'équipe d'Angleterre de cricket est équipe de l'année. Warne est le troisième joueur de cricket non-britannique ainsi honoré, après Garfield Sobers et Brian Lara. Il reçoit les titres de joueur australien de One-day International de l'année en 2000 et de joueur australien de Test cricket de l'année en 2006, mais n'a par contre jamais reçu la médaille Allan Border.
Il a été élu dix-sept fois « homme du match » en Test cricket. Il est le troisième joueur ayant reçu le plus cette récompense attribuée de manière commune depuis les années 1980. En One-day International, Warne a été récompensé douze fois de manière similaire. Il a notamment été distingué à la fois en demi-finale et en finale de la Coupe du monde 1999. Il a été élu huit fois « homme de la série » lors de séries de tests, dont deux fois lors des Ashes, en 1993 et 2005, et deux fois lors de séries en ODI, lors de la Benson and Hedges World Series Cup.
- Wisden Leading Cricketer in the World 1993, de manière rétrospective
- Wisden Cricketer of the Year 1994
- South African Cricket Annual Cricketers of the Year 1994[37]
- Indian Cricket Cricketers of the Year 1996[38]
- Wisden Leading Cricketer in the World 1997, de manière rétrospective
- Wisden Cricketer of the Century, décerné en 2000
- One-day International Player of the Year (Australie) 2000
- Wisden Leading Cricketer in the World 2004, décerné en 2005[24]
- Test Player of the Year (Australie) 2006
- BBC Sport Personality of the Year Overseas Personality 2005